# Worley (Idaho)
Worley es una ciudad ubicada en el condado de Kootenai en el estado estadounidense de Idaho. En el Censo de 2010 tenía una población de 257 habitantes y una densidad poblacional de 530,63 personas por km².

## Geografía
Worley se encuentra ubicada en las coordenadas 47°24′2″N 116°55′10″O / 47.40056, -116.91944. Según la Oficina del Censo de los Estados Unidos, Worley tiene una superficie total de 0.48 km², de la cual 0.48 km² corresponden a tierra firme y (0%) 0 km² es agua.

## Demografía
Según el censo de 2010, había 257 personas residiendo en Worley. La densidad de población era de 530,63 hab./km². De los 257 habitantes, Worley estaba compuesto por el 56.03% blancos, el 0.78% eran afroamericanos, el 28.02% eran amerindios, el 0% eran asiáticos, el 0% eran isleños del Pacífico, el 1.56% eran de otras razas y el 13.62% pertenecían a dos o más razas. Del total de la población el 5.84% eran hispanos o latinos de cualquier raza.